# Wilhelm Kaiser-Lindemann

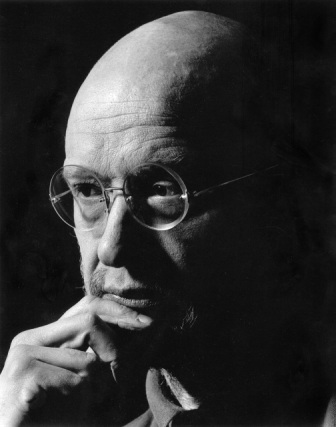
Wilhelm Kaiser-Lindemann (1940–2010)

Wilhelm Kaiser-Lindemann (* 21. März 1940 in Viersen; † 17. November 2010 in Preetz) war ein zeitgenössischer deutscher Komponist und Hornist.

## Leben
Schon früh erhielt Wilhelm Kaiser-Lindemann von seinem Vater, der ebenfalls Musiker (Organist, Musiklehrer, Chorleiter und Komponist) gewesen ist, ersten Unterricht in Orgel- und Klavierspiel sowie Musiktheorie. So konnte er diesen bereits im Alter von 12 Jahren im Organistendienst vertreten. Als 18-Jähriger nahm er ein Studium an der Musikhochschule Köln auf und wurde hier von Kurt Stein im Fach Waldhorn sowie von Michael Braunfels in Klavier unterwiesen. Weitere Studien führten ihn in den 60er Jahren nach Hamburg (Komposition bei Ernst-Gernot Klußmann, Dirigieren bei Albert Bittner). Seit 1987 unternahm Kaiser-Lindemann regelmäßige Studienreisen nach Südindien, um sich mit der indischen Musik vertraut zu machen. Seinen Lebensunterhalt verdiente er als Hornist in verschiedenen Orchestern, so etwa im Westdeutschen Mozart-Orchester, Soest, im Nordmark-Sinfonie-Orchester, Flensburg (dem heutigen Schleswig-Holsteinischen Sinfonieorchester, 1961–1974) sowie bei den Kieler Philharmonikern (1974–1998). Aus gesundheitlichen Gründen schied Wilhelm Kaiser-Lindemann im Jahre 1998 aus dem Orchesterdienst aus und widmete sich fortan verstärkt dem Komponieren.

## Werke
Als Hauptwerke Kaiser-Lindemanns können die fünf vollendeten Symphonien gelten, die von einer expressiven, äußerst farbigen Orchesterbehandlung geprägt sind und sich bei aller Individualität dennoch mühelos in die Traditionslinie der großen Symphonik des ausgehenden 19. und 20. Jahrhunderts (Mahler, Schostakowitsch, Pettersson etc.) einfügen.

### Symphonien

Symphonie Von den letzten Tagen (Autograph)

- 1. Symphonie Von den letzten Tagen für Orgel, Blechbläser und Schlagzeug op. 3 (1975/76)
- 2. Symphonie für sehr großes Orchester op. 11 [Fragment] (1981)
- 3. Symphonie Udbodhan für Orchester mit Koloratursopran op. 18 (1987)
- 4. Symphonie Bajan-Symphonie für sehr großes Orchester mit Chor, Orgel und Solo-Klavier op. 25 (1993) (auf geistliche Melodien Indischer Bajans und Mantras)
- 5. Symphonie Hommages für großes Orchester op. 26 (1995)
- 6. Symphonie Schleswig-Holstein-Bilder für 2 Solo-Stimmen, Chor, Orgel und Orchester op. 38 (2006)

### Weitere Orchesterwerke
- Konzert für Orchester op. 1 (1970)
- Fiesta. Ballettmusik für Orchester op. 2 (1973)
- Bühnenmusik zu Shakespeare’s Sommernachtstraum für großes Orchester op. 4 (1976)
- Versuch eines Dialogs für großes Orchester op. 5 (1976)
- Gesang des Äolus. Variationen über ein atmosphärisches Phänomen für großes Orchester op. 6 (1977)
- Zwei Stücke für Solo-Trompete und großes Orchester op. 7 (1978)
- Stonehenge. Bericht einer Vision für Orchester op. 9 (1979/80)
- Requiem auf eine Musica Antiqua für Bläserquintett und Orchester op. 10 (1979)
- Prisma auf einer Bruckner-Partitur für Orgel und großes Orchester op. 13 (1984)
- Tema con Variazioni für Orchester op. 19 (1988)
- Tema con Variazioni für Orchester op. 19a als Ballett Center Peace, Theater Trier (Spielzeit 1992/93)
- 2. Sinfonietta Golgatha für Streichorchester und Klavier op. 20 (1991)
- Music To A Fictious Film für Orchester und Synth. Electronic op. 21 (1993)
- Media Vita…. Doppelkonzert für Violine, Violoncello und großes Orchester op. 24 (1992)
- Suite für Streichorchester op. 28 (Neufassung der Suite für 12 Violoncelli) (2000)
- Symphonic Meditation I. Symphonische Dichtung op. 29, Nr. 1 (1996)
- Symphonic Meditation II. Sehnsucht nach Himmel op. 29, Nr. 2 (1998)
- Drei Sinfonische Meditationen op. 30 (1995–2005)
- Und Penthesilea träumt…… für großes Orchester op. 34a (2003) (Neufassung des Werkes für 12 Violoncelli)
- Meditations on two Church Windows für Orchester op. 40 (2007)
- HODOS - en pente für großes Orchester op. 46 (2010)

### Werke für die 12 Cellisten der Berliner Philharmoniker
- Suite für 12 Violoncelli op. 28 (2000)
- Und Penthesilea träumt…… für 12 Violoncelli op. 34 (2003)
- Die 12 in Bossa-nova. Variacioes brasileiras op. 36 (2006)
- Zahlreiche Arrangements für 12 Violoncelli, ein Großteil davon aktives Repertoire der 12 Cellisten[4]

### Kammermusik
- Bossa nova philharmonica für 6 Violoncelli op. 8 (1980)
- Abgesang für Flöte, Oboe, Klarinette, Horn und Fagott op. 8a (1978)
- Dialoghi Notturni für Violoncello und Klavier op. 12 (1983)
- Cantilena für 3 Flöten, Violoncello und Cembalo op. 14 (1984)
- 1. Streichquartett op. 15 (1985)
- 1. Sinfonietta für Blechbläserquintett op. 16 (1985)
- Hommage a Nelson M. für Violoncello und Percussion op. 27 (1996)
- Burlesque für Oboe und Horn op. 35 (2004)
- Und als der Choral verhallte… für Flöte, Oboe, Klarinette, Bass-Klarinette und Fagott op. 39
- Drei Stücke für Violine, Kontrabass, Französisch Horn und Piano op. 45 (2009)
- Mambo for Six für 6 Violoncelli

### Klavierwerke
- Klaviersonate Ste. Croix
  - für Klavier zu 2 Händen op. 22a (1985)
  - für Klavier zu 4 Händen op. 22b (1989)

### Vokalmusik
- Drei Lieder für Bariton und Klavier op. 17 (Wilhelm Hambach) (1985/86)
- Requiem Jom Kippur für Solo-Sopran, gem. Chor, Blechbläser, Schlagwerk und Orgel op. 23 [Fragment]
- Tre pezzi sacri op. 31 (2001)
  - für Chor mit Orgel
  - für Chor mit Sinfonieorchester
  - für Chor mit sinfonischem Blasorchester
- 6 Stücke für 6-8-stimmigen Chor mit Klavier op. 33 (Catull) (2004)
- Agnus Dei op. 41 (2007)
  - für 7-stimmigen Chor und Orgel
  - für 7-stimmigen Chor, Streicher, Harfe und Orgel (wie Saint-Saëns' Osteroratorium)
  - für 7-stimmigen Chor, 2 Bassetthörner, 2 Fagotte, 2 Trompeten, 3 Posaunen, Pauken und Orgel (wie Mozarts Requiem)
- Fünf Lieder für hohe Gesangstimme und Klavier op. 42 (Du Fu) (2008)
- Gemeinde-Kantate zu Pfingsten für Solo-Sopran, Solo-Flöte, 2 Bach-Trompeten, Pauken, Kinder/Jugendchor, gem. Chor, Posaunenchor, Gemeindegesang und Orgel op. 43 (2009)
- Witches‘ Words für 2 Solo-Soprane und Klavier op. 44 (Shakespeare) (2009)

### Pädagogische Werke
- 3 Stücke für Violin-Beginners and School Orchestra op. 37 (2007)

### Bearbeitungen fremder Werke
- Johann Sebastian Bach: Präludium und Fuge 16 g-Moll aus Das wohltemperierte Klavier für Saxophonquartett
- Gospel-Train für Streichquartett [Arrangements bekannter Gospels]
- Nikolai Rimski-Korsakow: Hummelflug für Saxophon-Doppelchor

### Tonträger
- Wilhelm Kaiser-Lindemann: Bossa-nova-philharmonica [op. 8], auf LP: Philharmonische Cellisten Köln. Folge 3 - Emi.
- Wilhelm Kaiser-Lindemann: Bajan Symphony [Symphonie Nr. 4 op. 25], CD - Meistersinger Musik. [Synthesizer-Einspielung]
- Wilhelm Kaiser-Lindemann: Hommage a Nelson M. für Violoncello und Percussion op. 27 (Maria Kliegel - Violoncello, Stephan Froleyks, Percussion), CD - Naxos.
- Wilhelm Kaiser-Lindemann: Symphonic Meditations [op. 29], CD - Meistersinger Musik. [Synthesizer-Einspielung]
- Wilhelm Kaiser-Lindemann: Die 12 in Bossa Nova [op. 36], auf CD: South American Gateway (Die 12 Cellisten der Berliner Philharmoniker) - Emi classics.

### Notenausgaben / Aufführungsmaterial
Zahlreiche Originalwerke und Arrangements sind inzwischen bei euthentic edition erschienen.
Nachfolgend weitere Veröffentlichungen:
- Originalwerke:
  - Bossa Nova Philharmonica für 6 Violoncelli [op. 8] - Antes Edition.
  - Hommage a Nelson M. für Violoncello und Percussion op. 27 - Antes Edition.
  - Mambo for six für 6 Violoncelli - Edition Kunzelmann.
  - Variacioes brasileiras für 12 Violoncelli [op. 36] - Edition Kunzelmann.
- Bearbeitungen:
  - Johann Sebastian Bach: Präludium und Fuge 16 g-moll aus Das wohltemperierte Klavier für Saxophonquartett - Georg Bauer Musikverlag.
  - Gospel-Train für Streichquartett - Edition Kunzelmann.
  - Nikolai Rimski-Korsakow: Hummelflug für Saxophon-Doppelchor - Georg Bauer Musikverlag.